# Relations entre l'Azerbaïdjan et l'Iran
Les relations entre l'Azerbaïdjan et l'Iran sont établies en 1918, lorsque l'Iran reconnaît la République démocratique d'Azerbaïdjan et reprennent en 1991 à la suite de l'indépendance de l'Azerbaïdjan de l'URSS. L'Azerbaïdjan dispose d'une ambassade à Téhéran et d'un consulat-général à Tabriz (depuis 2004). L'Iran dispose d'une ambassade à Bakou et d'un consulat général à Nakhitchevan.
Les deux États sont membres de l'Organisation de coopération économique (OCE) et de l'Organisation de la coopération islamique (OCI).

## Relations ethniques internes
Les Azéris constituent la deuxième ethnie d'Iran ; quelques centaines de milliers de Talychis, proches linguistiquement du persan vivent aussi en Iran et dans le sud de l'Azerbaïdjan. Des difficultés dans les relations entre les deux États surgissent régulièrement à propos du statut socio-économique des Azéris d'Iran, à propos des bonnes relations qu'entretient l'Azerbaïdjan avec l'État d'Israël et des bonnes relations qu'entretient l'Iran avec l'Arménie. Cependant, malgré ces tensions qui sont attisées par certaines grandes puissances, au premier rang desquelles les États-Unis, les deux pays tentent de conserver « un caractère fraternel à leurs relations ». C'est ainsi que l'ambassadeur d'Iran à Bakou, Mohammedbaguir Bakhrami, a déclaré au cours d'une conférence de presse en mars 2012 à Bakou que « même dans les familles des incompréhensions peuvent survenir ».

## Relations diplomatiques
Les relations assez tendues entre les deux États en raison notamment des bons rapport qu'entretient l'Azerbaïdjan avec Israël et les États-Unis, laissent place à un dégel dans le cours des années 2010.
Du côté azéri, le président Ilham Aliyev cherche à mettre en œuvre une politique extérieure équilibrée et indépendante, dans un contexte de légère perte d’influence américaine. Il entreprend d’étendre le champ des collaborations azerbaïdjano-iraniennes, en matière de sécurité (un pacte de non-agression est signé en 2005), d’énergie, ou de commerce.

## Relations commerciales
En 2005, Aliyev et Ahmadinejad inaugurent un gazoduc permettant l’approvisionnement du Nakhitchevan en gaz iranien en 2005.
Les échanges commerciaux entre l’Iran et l’Azerbaïdjan sont assez modestes : un peu moins de 1% des exportations iraniennes étaient destinées à l’Azerbaïdjan en 2017.

### Taxes douanières
La relation entre l'Iran et l'Azerbaïdjan a été plombée récemment par des exercices militaires de chaque côté et aussi par la décision de Bakou d'imposer des taxes douanières aux camions iraniens en transit.

## Frontière
La longueur totale de la frontière azerbaïdjanaise-iranienne est de 689 km.
Après la guerre du Karabakh en 1992-1993, une partie de la frontière azerbaïdjanaise et iranienne était sous le contrôle des forces armées arméniennes. Le 22 octobre 2020, plusieurs villages, la ville de Zangilan, le village d'Aghband et l'avant-poste frontalier d'Aghband dans la région de Zangilan sont passés sous le contrôle des forces armées de l'Azerbaïdjan, et ainsi le contrôle total de la frontière de l'Azerbaïdjan a été assuré.